# Acajete
Acajete – miasto we wschodnim Meksyku, w północnej części stanu Veracruz, około 80 km na zachód od wybrzeża Zatoki Meksykańskiej i na zachód od stolicy stanu Jalapa Enriques. Jest siedzibą władz gminy Acajete. W 2005 roku liczyło 7 558 mieszkańców.